# Panic in Detroit
Pour l'équipe de catch, voir The Motor City Machine Guns.
Pistes de Aladdin Sane
Drive-In Saturday
(3) Cracked Actor
(5)
Panic in Detroit est une chanson écrite, composée et interprétée par David Bowie. Elle est sortie en avril 1973 sur l'album Aladdin Sane.

## Histoire

### Écriture et enregistrement
Panic in Detroit est issue d'une conversation nocturne entre Bowie et Iggy Pop après un concert, soit celui du 28 septembre 1972 au Carnegie Hall de New York, soit celui du 8 octobre au Fisher Theatre de Détroit. Pop lui raconte les émeutes de 1967 à Détroit et lui parle du poète révolutionnaire John Sinclair, ce qui inspire à Bowie l'histoire d'un simili-Che Guevara brutalement réprimé par la police.
Panic in Detroit est enregistrée en deux séances aux studios Trident de Londres. La première, le 20 janvier 1973, est marquée par une dispute entre Bowie et son batteur Mick Woodmansey. Celui-ci refuse de jouer le Bo Diddley beat que lui demande le chanteur, jugeant cette idée trop simpliste. En fin de compte, Bowie trouve une autre solution en faisant appel à son ami Geoff MacCormack pour qu'il joue des congas dans le rythme souhaité. L'influence des Rolling Stones est palpable. La chanson est bouclée lors d'une deuxième séance le 24 janvier avec l'enregistrement du chant de Bowie. C'est la dernière chanson terminée de l'album Aladdin Sane.

### En concert
Panic in Detroit fait partie du répertoire scénique de Bowie lors de plusieurs de ses tournées : le Ziggy Stardust Tour (1973), le Diamond Dogs Tour (1974), l'Isolar Tour (1976), le Sound+Vision Tour (1990), le Earthling Tour (1997) et le A Reality Tour (2003-2004). Elle figure ainsi sur plusieurs albums live. Une version enregistrée le 14 juillet 1974 paraît en face B du single Knock on Wood, sorti la même année, puis sur la compilation Rare (1983) et enfin sur la réédition de 2005 de l'album David Live. Une autre version, enregistrée le 23 mars 1976, figure sur l'album Live Nassau Coliseum '76.

## Musiciens
- David Bowie : chant, guitare
- Mick Ronson : guitare, chœurs
- Trevor Bolder : basse
- Mick Woodmansey : batterie
- Mac Cormack : percussions, chœurs
- Juanita Franklin, Linda Lewis : chœurs[5]